# György Egely

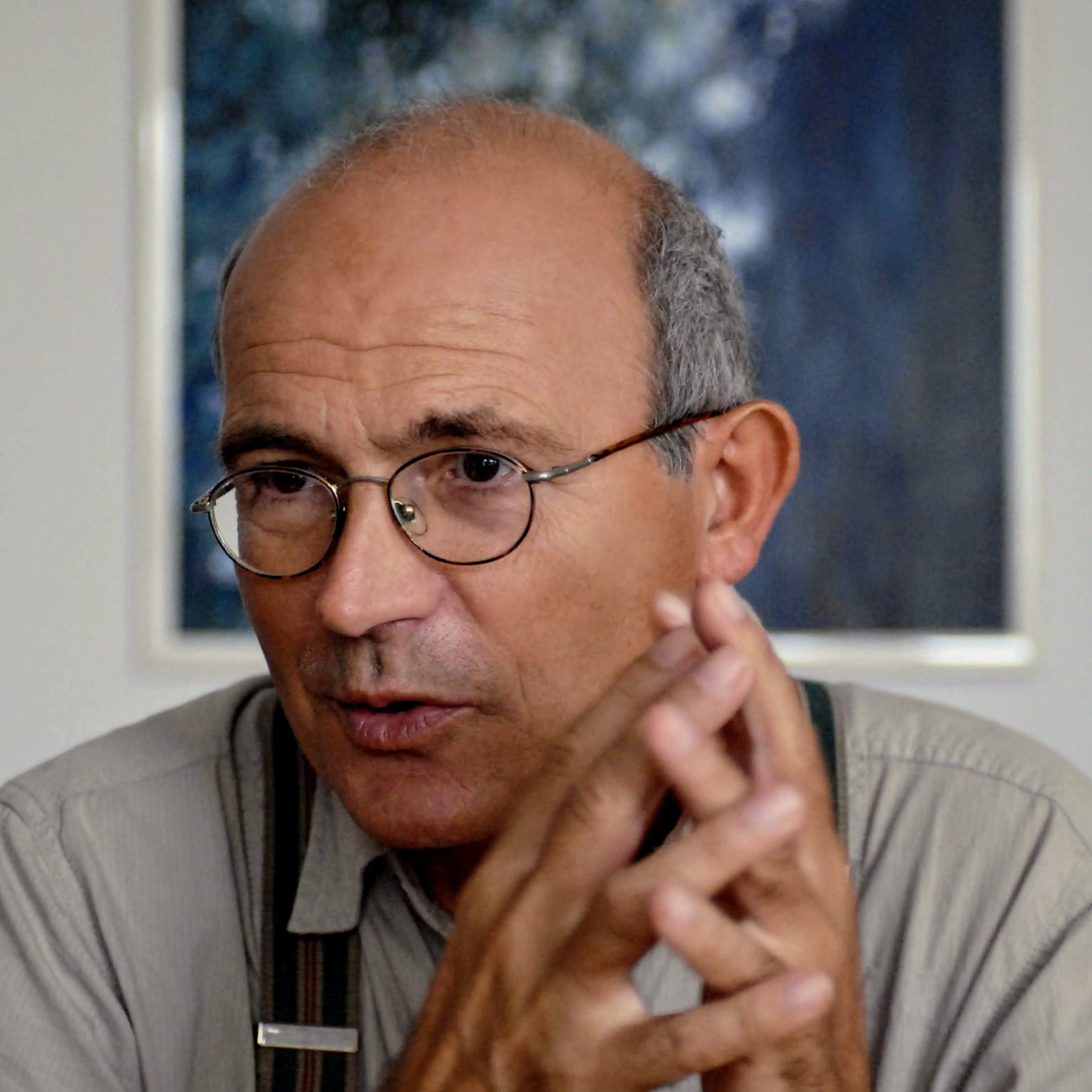
György Egely, 2011

György Egely (* 18. Juli 1950 in Sátoraljaújhely) ist ein ungarischer Ingenieur auf dem Gebiet Maschinenbau und Strömungstechnik und Verfasser esoterischer Werke. In der Wissenschaft werden seine Publikationen nicht wahrgenommen.

## Leben
Egely studierte nach eigener Aussage an der Technischen und Wirtschaftswissenschaftlichen Universität Budapest im Bereich Maschinenbau  und schloss das Studium 1974 ab. Von 1974 war er Mitarbeiter des Zentralen Forschungsinstitut für Physik (Központi Fizikai Kutatóintézet, KFKI) in Budapest/Csillebércdes. Von 1981 bis 1982 hielt er sich, unterstützt von der Internationalen Atomenergie-Organisation, am Brookhaven National Laboratory auf. 1982 promovierte er an der Technischen und Wirtschaftswissenschaftlichen Universität Budapest mit einem Thema zur Wärmelehre. Seit 1991 leitet er seine eigene Forschungs- und Entwicklungsfirma, die Egely Kutató-Fejlesztő Kft.
Zwischen 1990 und 1991 war er Vorsitzender des Ungarischen Parawissenschaftlichen Instituts. 1992 verließ er das Institut und beschäftigte sich mit Psychotronik. Zu dieser Zeit besuchte er „Heiler von Manila“ und machte Tests mit Hilfe seines „Vitalitätsmessgerätes“. Er beschäftigte sich mit Kugelblitzen und UFOs. Zurzeit arbeitet er an einem Kalte-Fusions-Generator. Seine Theorien werden in der physikalischen Fachliteratur nicht diskutiert.

## Egely Wheel
Sein bekanntestes Produkt ist das Egely Wheel.
Wenn man eine Hand neben das Rad legt, dreht es sich. Egely behauptet, das Rad drehe sich wegen der sogenannten Vitalität oder Lebensenergie, deren Mangel auf kommende Krankheiten hinweise. Kritiker meinen, dass die Rotation durch den Wärmeunterschied zwischen Hand und Gerät, durch elektrostatische Felder oder durch Luftbewegungen verursacht wird.

## Schriften
Egely hat zahlreiche Bücher über Paraphänomene veröffentlicht. Bis auf einige wenige Ausnahmen sind diese Schriften in ungarischer Sprache verfasst und nicht in andere Sprachen übersetzt worden.
- Kugelblitz! Liegt der Schlüssel in der vierten Dimension? (Háttér Kiadó, Budapest, 1992) ISBN 978-3-9806077-5-9
- Verbotene Erfindungen (Kopp Verlag, 2017) ISBN 978-3-86445-525-4
- Verbotene Erfindungen Band 2 - Es ist alles noch viel schlimmer! (Kopp Verlag) ISBN 9783864459894